# سورنا (مریلند)
سورنا (به انگلیسی: Severna Park) شهری در ایالت مریلند کشور ایالات متحده آمریکا است که جمعیت آن در سرشماری سال ۲۰۱۰ میلادی، ۳۷٬۶۳۴ نفر بوده‌است.